# メチルプロピルエーテル
メチルプロピルエーテル(Methyl propyl ether)は、かつて全身麻酔薬として用いられていたエーテル化合物である。メトキシプロパン(Methoxypropane)とも言う。無色透明で可燃性の液体で、沸点は38.8℃である。
メチルプロピルエーテルはMetoprylやNeothylという商品名で流通し、その有効性の高さからジエチルエーテルの代替として用いられた。しかし、現在ではより可燃性の低いハロゲン化エーテルに取って代わられている。
消防法に定める第4類危険物 特殊引火物に該当する。